# Money Honey
Money Honey è un singolo di Alexia pubblicato nel 2001.

## La canzone
È il primo singolo promozionale estratto dall'album Mad for Music del 2001, che pubblica senza il suo primo produttore, ovvero Roberto Zanetti.
Il brano è molto gettonato nell'estate di quell'anno e partecipa a molte manifestazioni canore come il Festivalbar, dove la cantante si esibisce con un gruppo di ballerini vestiti da uomini d'affari che impazziscono per lei. Ha anche un notevole riscontro radiofonico ed è subito inserita nella classifica di MTV.
Questo è il penultimo singolo che Alexia esegue nella lingua inglese, il successivo è Summerlovers, dopodiché comincia a cantare nella sua lingua madre ovvero l'italiano.
Del singolo è stata fatta soltanto un'edizione internazionale.

## Il videoclip
Il video di questo singolo è molto particolare, per la prima volta Alexia diventa un cartone animato e sfreccia con la sua moto per le strade inseguita da macchine della polizia, è una ladra che ha appena fatto una rapina in banca. Infine si fermerà solo per cantare in un locale.

## Tracce
1. Money Honey (Radio Mix)
2. Money Honey (Club Mix)
3. Money Honey (Dub Mix)
4. Money Honey (Vocal Mix)
5. Money Anei (Benny Mix)

## Classifiche
| Classifica (2001) | Posizione più alta |
| ----------------- | ------------------ |
| Italia            | 21                 |
| Svizzera          | 85                 |